# Johann Stephan Wydżga

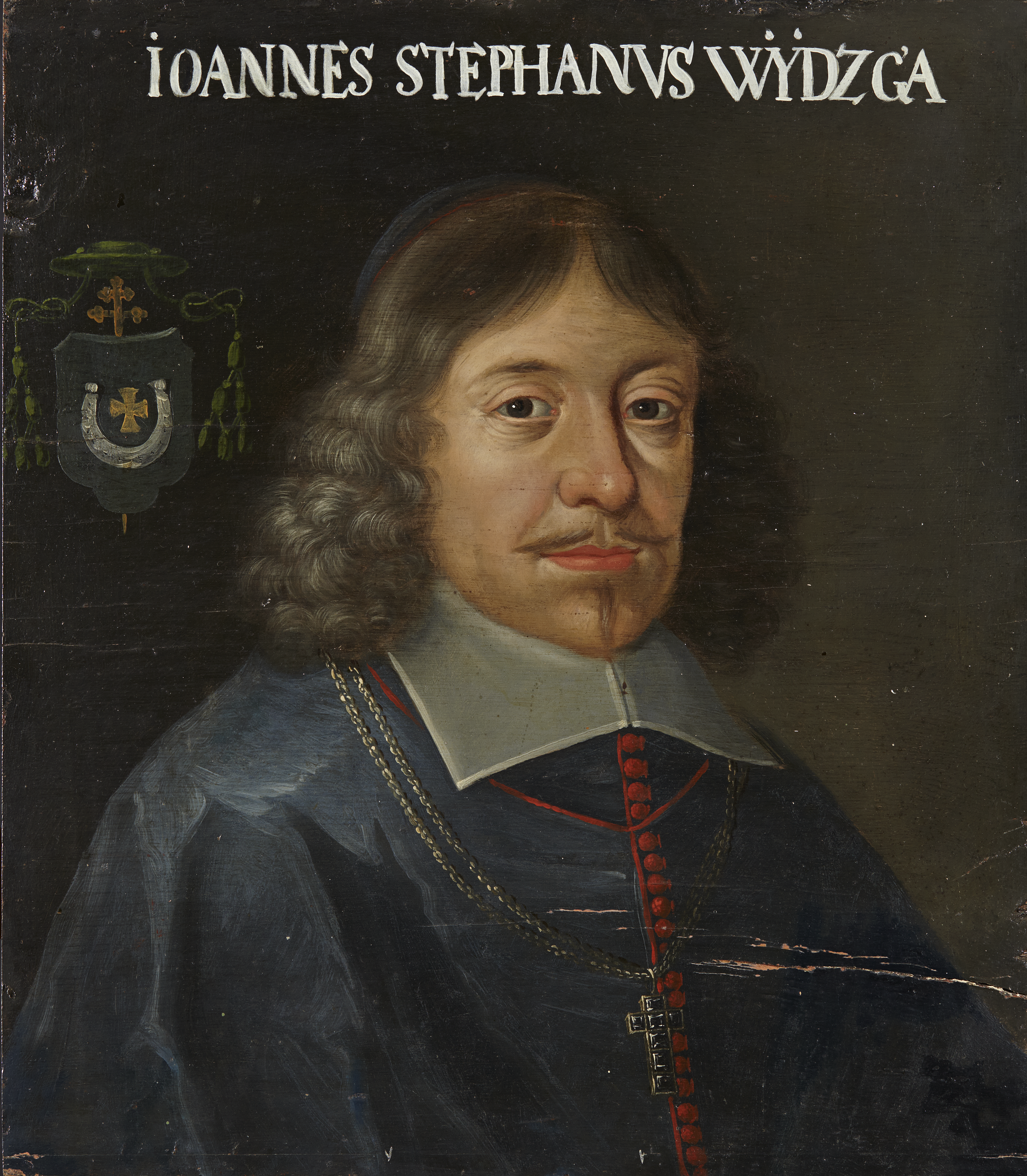
Primas und Erzbischof Ioannes Stephanus Wÿdzga (historisches Porträt, 1688)

Johann Stephan Wydżga (polnisch Jan Stefan Wydżga; * 1610 in Lemberg; † 7. September 1685) war Erzbischof von Gniezno und Primas von Polen.

## Leben
Johann Stephan Wydżga wurde am 31. Mai 1655 zum Bischof von Luzk bestellt. Konsekriert wurde er am 24. Oktober 1665 durch den Erzbischof von Gniezno (Gnesen), Andrzej Leszczyński. Am 18. August 1659 zum Fürstbischof von Ermland ernannt, am 10. November 1659 von Papst Alexander VII. bestätigt und am 6. Januar 1660 installiert. Am 17. Juli 1679 zum Erzbischof von Gniezno bestellt, bereits ab 1675 Vizekanzler und ab 1677 Großkanzler der Krone Polen.